# Баскетбол на летней Универсиаде 1983
Баскетбольный турнир на летней Универсиаде 1983 проходил в канадском Эдмонтоне с 1 по 12 июля 1983 года. Соревнования проводились среди мужских и женских сборных команд.
Чемпионом Универсиады среди мужчин стала канадская сборная, а среди женщин победили американки.

## Медальный зачёт
| Место | Страна    | Золото | Серебро | Бронза | Всего |
| ----- | --------- | ------ | ------- | ------ | ----- |
| 1     | США       | 1      | 0       | 1      | 2     |
| 2     | Канада    | 1      | 0       | 0      | 1     |
| 3     | Югославия | 0      | 1       | 1      | 2     |
| 4     | Румыния   | 0      | 1       | 0      | 1     |

## Медалисты
|         | Золото | Серебро   | Бронза |
| Мужчины | Канада | Югославия | США · Чарльз Баркли · Грег Кавенер · Джонни Доукинс · Девин Дюррант · Андре Гуд · Джай Хэмпфрис · Карл Мэлоун · Эд Пинкни · Малкольм Томас · Бернард Томпсон · Эрик Тёрнер · Кевин Уиллис · Тренер — Норм Стюарт |
| Женщины | США · Кэти Босуэлл · Шелия Коллинс · Ли Генри · Труди Лэйси · Моника Ламб · Дебора Ли · Кэрол Менкен-Шаудт · Мэри Островски · Лори Скотт · Аннетт Смит · Треза Шпаульдинг · Джойс Уокер · Тренер — Джилл Хитчингсон | Румыния   | Югославия |